# Hugo Zorn von Bulach
Le baron Hugo-Anton-Marie-Ernst-Anna Zorn von Bulach (né le 8 février 1851 à Strasbourg et mort le 20 avril 1921 au château d'Osthouse) est un homme politique alsacien.

## Biographie
Il est le fils du baron François Zorn de Bulach (1828-1890), chambellan de Napoléon III, et de son épouse la baronne Antoinette von Reinsbach-Hirtzbach.
Il est membre du Reichstag de l'Empire allemand de 1881 à 1887.
Il est président du Conseil d'agriculture de l'Alsace-Lorraine en 1888, sous-secrétaire du ministère de l'Agriculture et des domaines en 1895 et membre du Conseil privé en 1903.
En 1908, il devient secrétaire d'État au ministère de l'Alsace-Lorraine. Trois ans plus tard, lui aussi nommé représentant au Conseil fédéral, comme l'un des hommes politiques les plus influents de l'Empire, il a contribué à l'adoption de la même année, la Constitution de l'Alsace-Lorraine. Toutefois, en raison de l'affaire de Saverne, il a été contraint de démissionner en 1914. L'empereur l'a nommé après la démission d'un membre de la première chambre de la Diète de l'Empire.
Son frère Franz Zorn von Bulach est évêque auxiliaire de Strasbourg de 1901 à 1919 (ainsi que vicaire général à partir de 1903).
Il épouse la petite-nièce d'Arnold Hermann Ludwig Heeren.

## Sources
- (de) Cet article est partiellement ou en totalité issu de l’article de Wikipédia en allemand intitulé « Hugo Zorn von Bulach » (voir la liste des auteurs).